# Travis Dawson
Travis Dawson (Calgary, 1988) è un ex sciatore alpino canadese.

## Biografia
Originario di Calgary e attivo in gare FIS dal settembre del 2003, in Nor-Am Cup Dawson esordì il 16 dicembre 2003 a Lake Louise in supergigante (68º), conquistò tre podi (il primo il 7 febbraio 2007 ad Apex in supergigante, 2º; l'ultimo il 21 febbraio 2010 ad Aspen in supercombinata, 2º) e prese per l'ultima volta il via il 16 marzo 2014 a Calgary Olympic Park in slalom speciale (35º). Si ritirò all'inizio della stagione 2014-2015 e la sua ultima gara fu uno slalom speciale FIS disputato il 7 dicembre a Norquay, chiuso da Dawson al 4º posto; in carriera non debuttò in Coppa del Mondo né prese parte a rassegne olimpiche o iridate.

## Palmarès

### Nor-Am Cup
- Miglior piazzamento in classifica generale: 6º nel 2010
- 3 podi:
  - 2 secondi posti
  - 1 terzo posto